# 潮目天満神社
潮目天満神社（しおのめてんまんじんじゃ）は、長崎県新上五島町七目郷に鎮座する神社である。

## 祭神
菅原道真公、天穂日神を主祭神に、事代主神、近藤角左衛門翁の2柱を配祀する。　　　　　　　　　
配祀神の2柱は、同郷・潮目恵比須神社の祭神である。

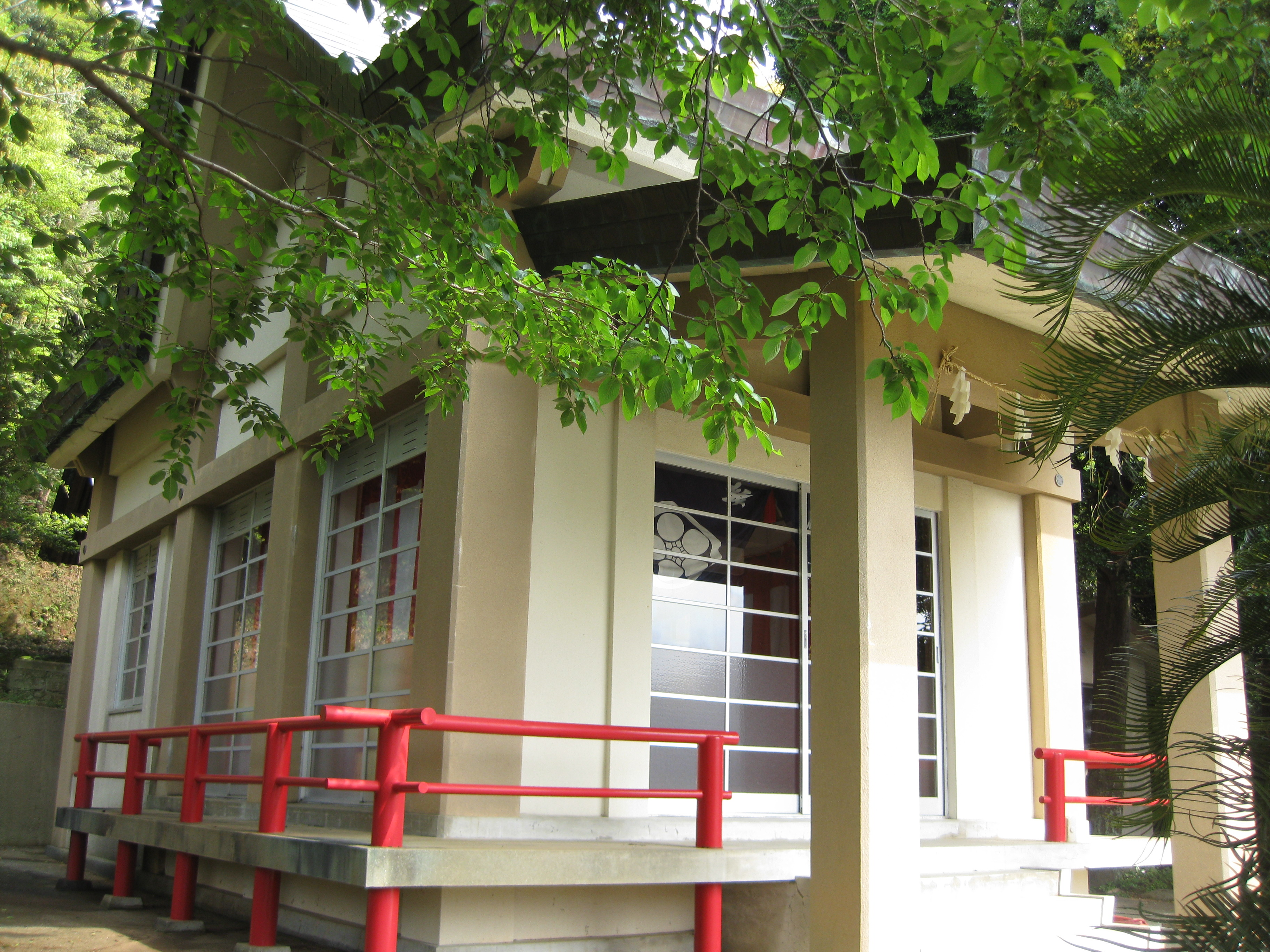
社殿

## 歴史
七目郷には「天満宮」、「潮目宮」の2社があったが、明治期の合祀令に伴い、「天満宮」に「潮目宮」を合祀して、社号を「潮目天満神社」と改称した。

### 天満宮
創建は元禄3年（1690年）9月。万治2年（1659年）から元禄3年の間の有川・魚目海境論争で、有川村の大庄屋・江口甚右衛門と共に江戸公訴に奔走した七目村の小頭・近藤角左衛門が勧請した。
元禄3年5月、江戸公訴三番登りの帰路に太宰府天満宮を参拝し、公訴成就の御礼を捧げ分霊を勧請し、同年9月に現在の宮地に奉祀。明治41年（1908年）1月9日に潮目宮を合祀し、社号も現在のものに改称した。

### 潮目宮

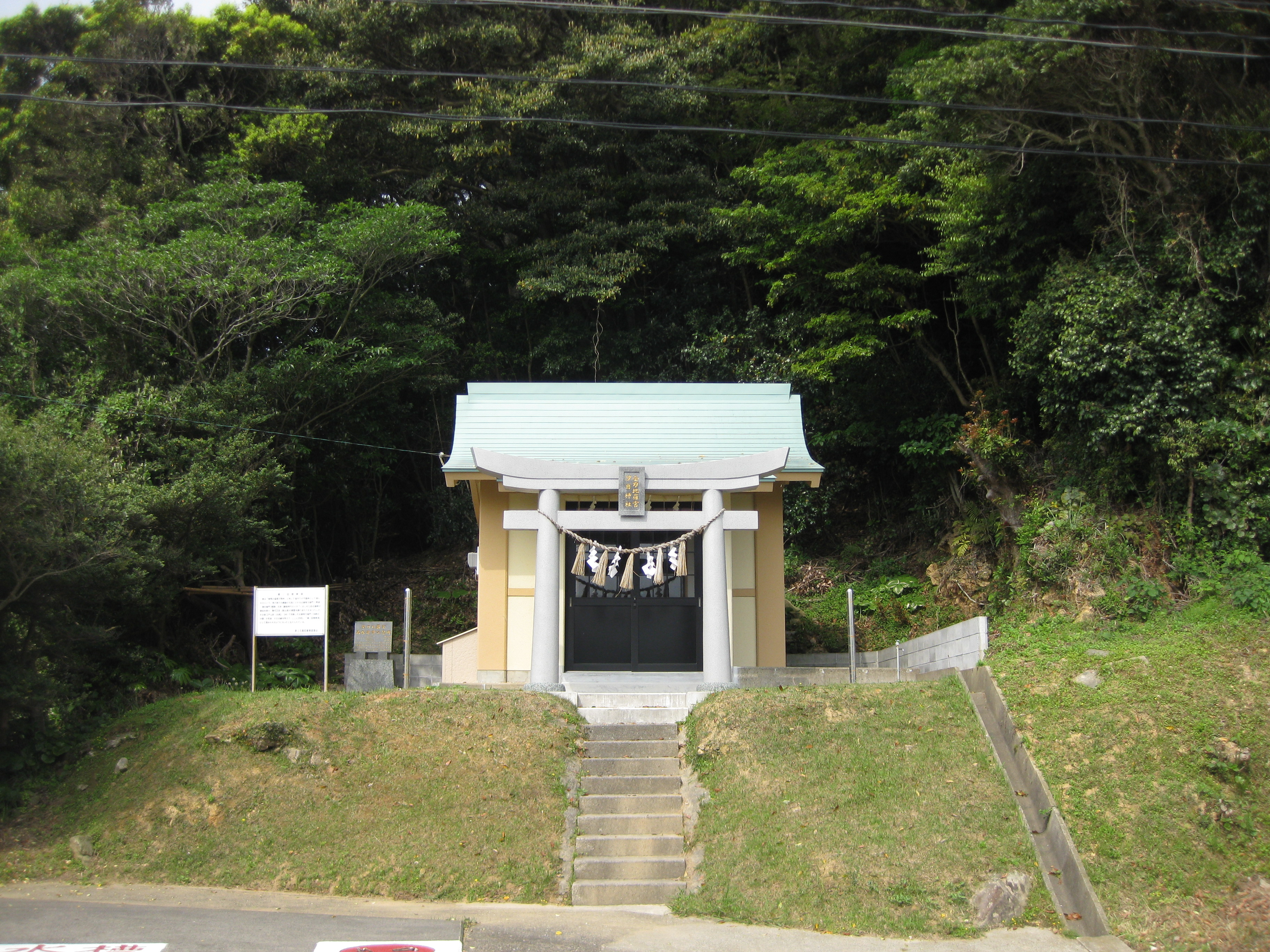
潮目神社

創建年代は不詳だが、17世紀後期から18世紀初頭の創建と思われる。
有川湾で初めて網漁を仕出して有川・魚目の漁夫の元祖といわれ、前述の海境論争に奔走した近藤角左衛門の功績を慕い、事代主神を勧請し、角左衛門の存命中に奉祀された。死後に社殿を再建した折、角左衛門を有川湾の守護神として潮目恵比須の神号を奉り、当社にその御霊を合祀した。近年、社殿が再建され、それに伴い当社・裏山鎮座の金刀比羅神社を合祀した。　また、元来は「覚明の塩焼明神」として祀られ、近藤家の守り神とされていたとも伝えられる。

## 祭祀
10月8、9日の例祭には有川神楽が奉納される。有川神楽は国の選択無形民俗文化財にも選択された五島神楽に含まれる。
主な祭礼・神事
- 祈年祭（2月9日）
- 例大祭（10月8、9日）
- 新嘗祭（11月9日）

## その他の神社
その他の七目郷の神社に蛤地区・山神社がある。
また、隣接する有川郷に有川神社が、阿瀬津郷に熊野神社が、浦桑郷に祖父君神社がある。

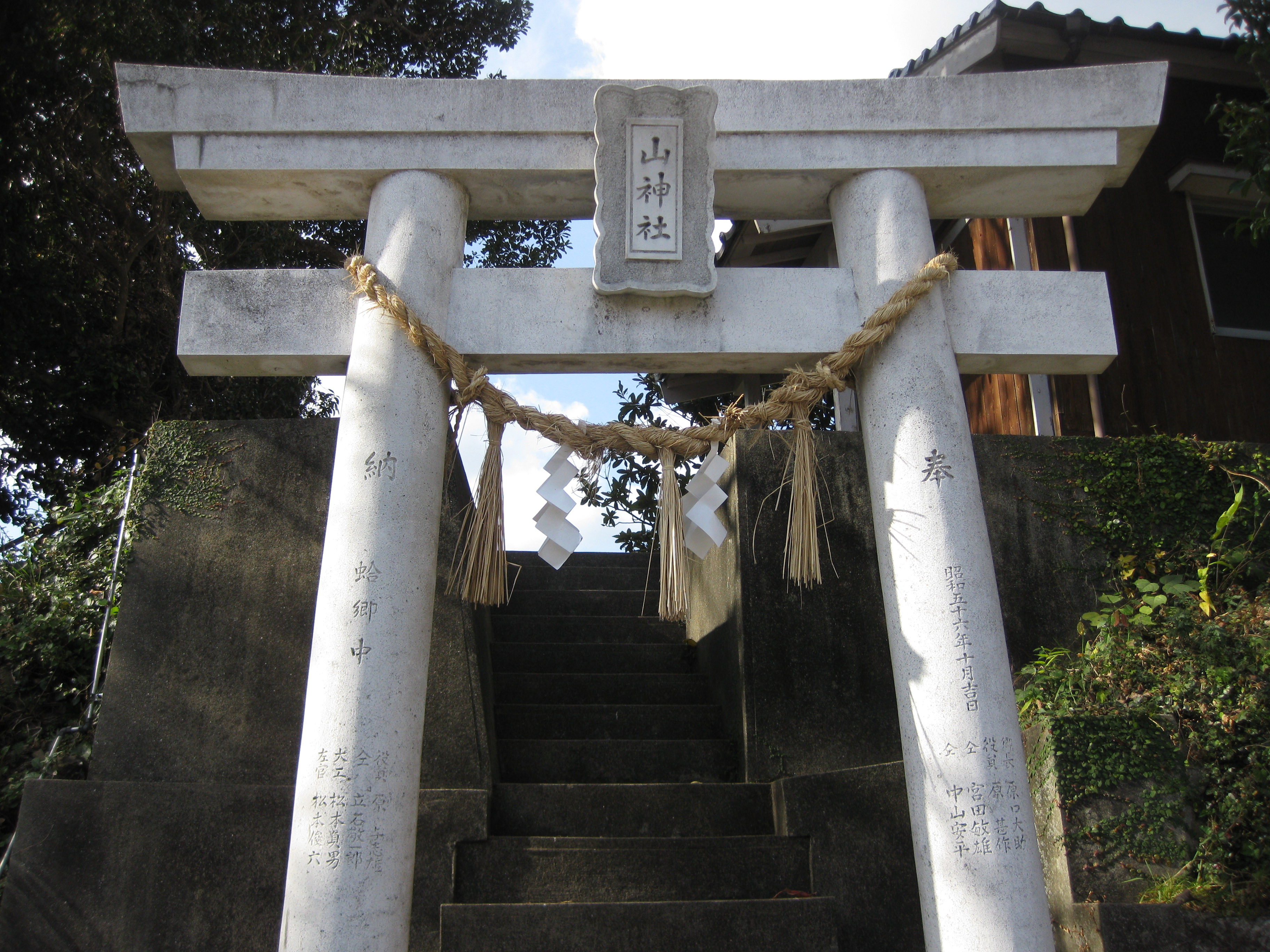
山神社
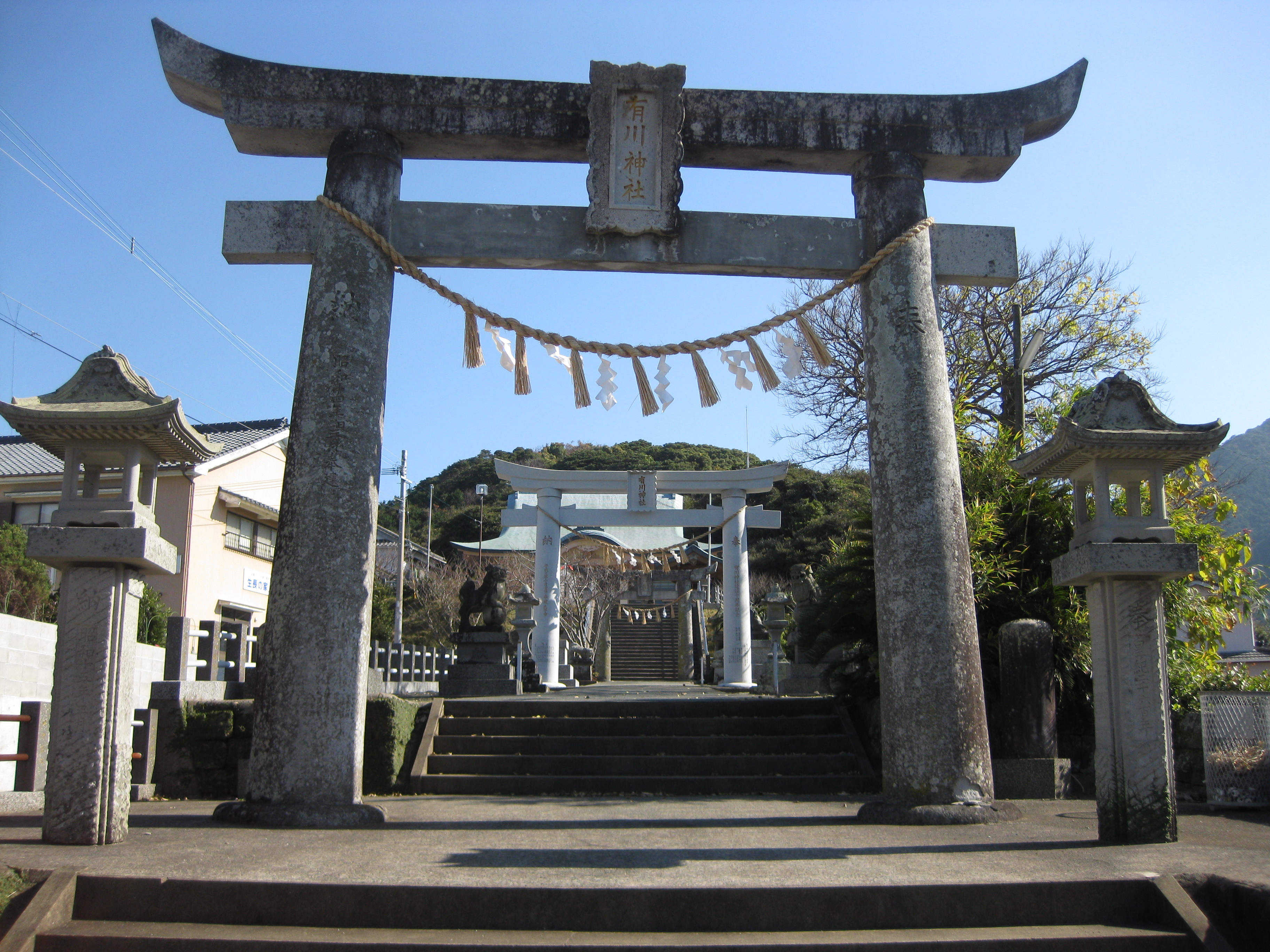
有川神社（有川郷）
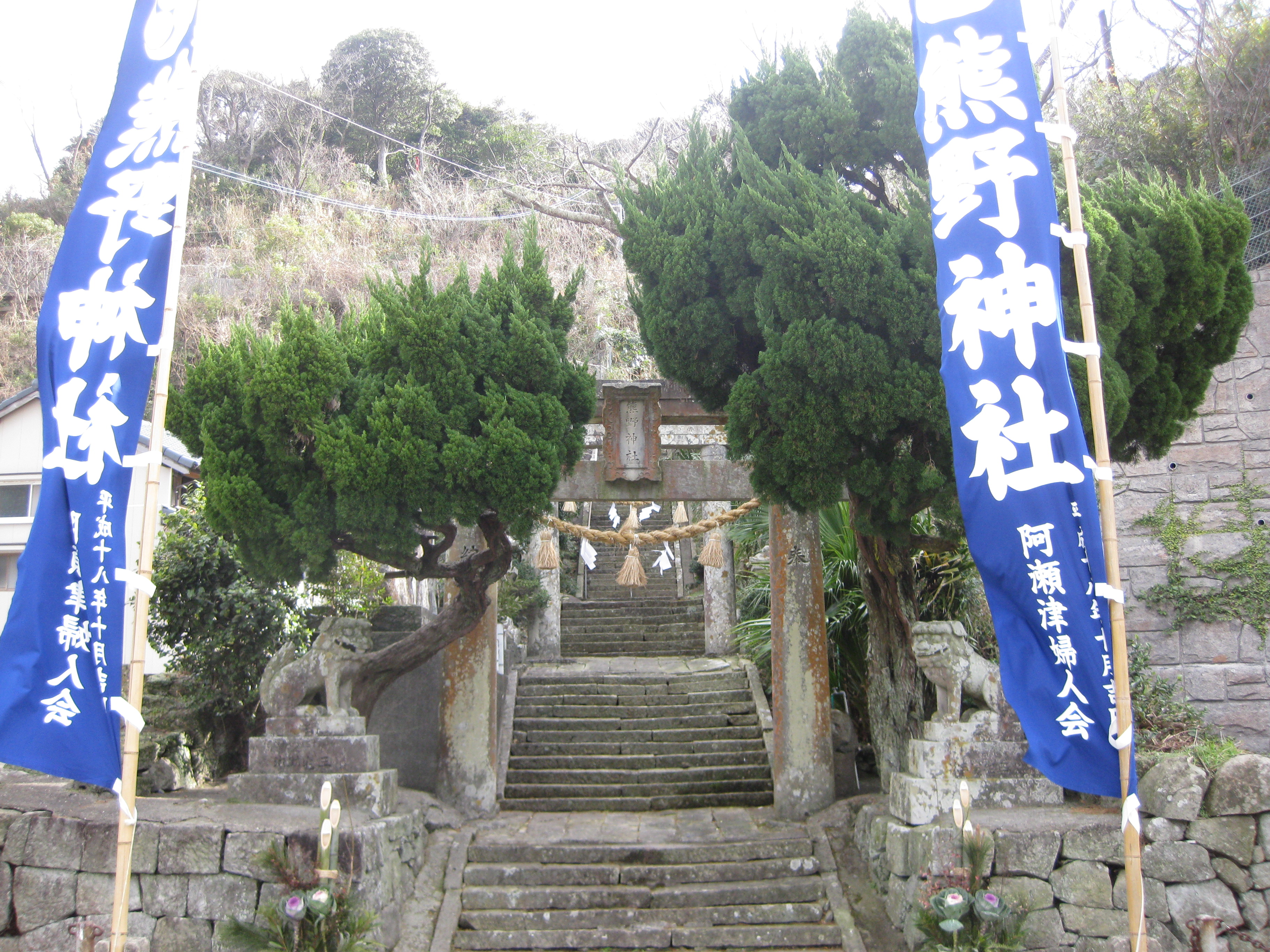
熊野神社（阿瀬津郷）